# Bell XFL-1 Airabonita
Белл XFL-1 Аэробонита (англ. Bell XFL-1 Airabonita) — американский экспериментальный палубный истребитель, разработанный для ВМС США компанией Bell Aircraft в годы Второй мировой войны. «Аэробонита» была похожа на разрабатывавшийся параллельно истребитель P-39 Airacobra и отличалась главным образом наличием шасси с хвостовой опорой и тормозным крюком, тогда как у P-39 Airacobra было носовое колесо. Был построен только один прототип.

## История создания
XFL-1 Airabonita (Bell Model 5) использовала одиночный поршневой V-образный 12-цилиндровый двигатель «Эллисон», находившийся в фюзеляже и вращавший трёхлопастной винт фирмы Curtiss в носу при помощи вала длиной 3,16 м. В качестве вооружения предполагалось использовать два синхронных 7,62-мм пулемёта, а также одиночную моторную 37-мм автоматическую пушку, которую можно было заменить 12,7-мм пулемётом Браунинга. Первый полёт XFL-1 состоялся 13 мая 1940 года.
Хотя в качестве основы для самолёта выступал P-39, конструкция Аэробониты по сравнению с ним была значительно усилена при одновременном уменьшении размеров. Аэробонита использовала обычное шасси с хвостовой опорой, а также два раздельных радиатора под крылом, вблизи фюзеляжа, вместо одного центрального радиатора под фюзеляжем у Аэрокобры. «Эллисон» был первым в своём роде двигателем, испытанным ВМС США, и у него не было турбонаддува, установленного на XP-39.

## История применения

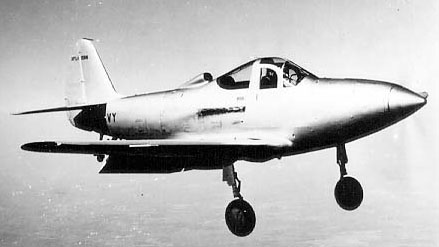
XFL-1 в полёте

Впервые самолёт поднялся в воздух 13 мая 1940 года и показал плохие летные данные. Ход его испытаний оказался весьма драматичным. За штурвалом самолёта сидел пилот Брайан Спаркс. В этот день он должен был провести быструю рулежку. Во время подобных испытаний часто наблюдается отрыв самолёта от земли. Так случилось и на этот раз. Резкий порыв ветра поднял самолёт в воздух. Поскольку самолёт успел подняться на значительную высоту, Спаркс решил продолжить полет. Сделав круг над аэродромом, самолёт внезапно начал трястись. Выяснилось, что воздушный поток сорвал крышки с поплавочных отсеков, а сами поплавки начали наполняться воздухом. Пилот дал полный газ, чтобы не потерять управление машиной. Тряска продолжалась около 20 секунд, после чего правый, а затем и левый поплавки сорвало. Самолёт выровнялся и Спаркс посадил машину. Второй полет, проведенный 20 мая, также прошел с приключениями. Самолёт едва успел оторваться от земли, как заглох двигатель. Самолёт уже находился у конца ВПП, поэтому прототип остановился лишь во рву, проходившем в нескольких десятках метров за концом полосы. И на этот раз Спаркс отделался легким испугом. Вскоре счастье отвернулось от Спаркса. Во время одного из полетов ему пришлось аварийно покинуть машину. Пилот избежал попадания в плоскость винтов, но ударился о киль, серьезно повредив себе ноги. Травма оказалась очень глубокой и до конца жизни Спарксу пришлось ходить с палкой, что поставило крест на его карьере пилота. Дальнейшие испытания проводил пилот Роберт Стенли. Полученный опыт заставил внести в конструкцию самолёта множество изменений.
Из-за данных проблем предоставление прототипа Военно-морским силам США было отложено до февраля 1941 года, а принятие растянулось до марта. Во второй половине 1941 года самолёт был допущен к испытаниям на авианосце «Рейнджер», которые не выдержал — возникли проблемы с двигателем и шасси. Самолёт вернули на доработку и модернизацию в декабре 1941 года, но до того как модификации были завершены, руководство ВМС США приняло решение, что Аэробонита им не подходит.
В качестве одной из возможных причин отказа рассматривают заявление ВМС США о том, что их самолёты должны использовать двигатели воздушного охлаждения (в то время как «Эллисон» обладал жидкостным). Вероятно, это предположение необоснованно. ВМС США «рассмотрели бы двигатель с жидкостным охлаждением, если бы убедились в существенном росте производительности по сравнению с двигателями воздушного охлаждения».
Кроме того, двигатель «Эллисон» обладал односкоростным нагнетателем, поэтому его высотные характеристики были значительно хуже, чем у других палубных истребителей того времени, таких как Grumman F4F Wildcat.
Наконец, Аэробоните пришлось конкурировать с гораздо более быстрым Chance Vought F4U Corsair, первым палубным истребителем ВМС США, превысившим скорость 644 км/ч в горизонтальном полёте.
Впоследствии XFL-1 был использован как наземная мишень для испытания вооружения, а затем уничтожен. В течение многих лет его останки были видны на свалке базы U. S. Naval Air Station Patuxent River, Мэриленд.

## Основные операторы
США
- ВМС США

## Тактико-технические характеристики
Технические характеристики
- Экипаж: 1 (пилот)
- Длина: 9,07 м
- Размах крыла: 10,67 м
- Высота: 3,89 м
- Площадь крыла: 21.6 м²
- Масса пустого: 2341 кг
- Масса снаряжённого: 3017 кг
- Максимальная взлётная масса: 3271 кг
- Силовая установка: 1 × V-образный 12-цилиндровый  поршневой двигатель Allison XV-1710-6
- Мощность двигателей: 1 × 1150 л. с. (1 × 858 кВт)

Лётные характеристики
- Максимально допустимая скорость: 464 км/ч
- Практическая дальность: 1725 км
- Практический потолок: 9421 м
- Скороподъёмность: 13,4 м/с
- Нагрузка на крыло: 140 кг/м²
- Тяговооружённость: 280 Вт/кг

Вооружение
- Стрелково-пушечное:  
  - 2 × 7,62 мм пулемётов

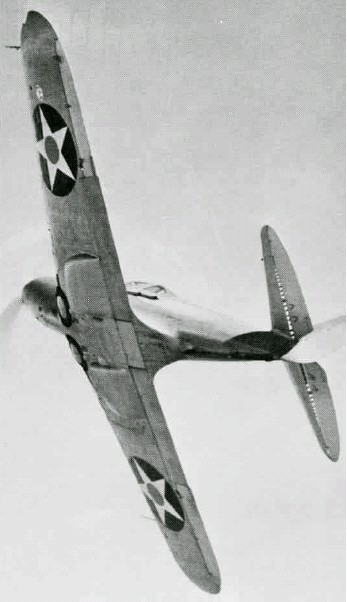
XFL-1

  - 1 × 12,7 мм пулемёт или 37 мм пушка

## В массовой культуре
Истребитель 5-го уровня «Аэробонита» можно встретить в ММО-игре World of Warplanes, где он был доступен в одном из пакетов предзаказа.

### Цитаты
1. ↑  Dorr and Scutts 2000, p. 19.
2. 1 2 3 4  Bowers 1979, pp. 26-30.
3. ↑  Thomason 2008, p. 1.
4. ↑  Thomason 2008, p. 49.
5. ↑  Dorr and Scutts 2000, p. 20.
6. ↑  Thomason 2008, p. 52.